# Andrzej Piwowarczyk (regionalista)
Andrzej Piwowarczyk (ur. 15 kwietnia 1930 w Warszawie, zm. 29 września 2006 w Chełmie) – bibliotekarz, historyk, regionalista chełmski, dziennikarz.

## Życiorys
Urodził się w rodzinie kolejarskiej w Warszawie. Tam ukończył szkołę powszechną i w 1943 roku rozpoczął naukę w konspiracyjnej szkole średniej o profilu humanistycznym. Liceum ogólnokształcące ukończył w Legnicy w roku 1950, a na Uniwersytecie we Wrocławiu (który wówczas nosił imię B. Bieruta) dyplom absolwenta studiów pierwszego stopnia z historii uzyskał we wrześniu roku 1953. W tym samym roku zamieszkał w Chełmie, mieście rodzinnym żony. W maju 1953 został powołany na kierownika Miejskiej Biblioteki Publicznej, a po jej przekształceniu w bibliotekę wojewódzką został w grudniu 1975 dyrektorem Wojewódzkiej Biblioteki Publicznej w Chełmie. Stanowisko to stracił w listopadzie 1978. Od listopada 1978 do końca 1979 pracował jako kierownik recepcji w hotelu „Kamena”. W styczniu 1980 powrócił do pracy w bibliotece wojewódzkiej.
W końcu lat pięćdziesiątych, po tzw. odwilży październikowej, już wtedy członek PZPR, został przez czytelnika, również członka partii, oskarżony przed miejscowymi władzami partyjnymi o gromadzenie w Bibliotece literatury antyradzieckiej. Chodziło o udostępnianie książki Antoniego Ferdynanda Ossendowskiego „Przez kraj ludzi, zwierząt i bogów”, a również o zakup literatury religijnej. Sprawa stała się głośna, zajęły się nią odpowiednie instytucje, dokonując kontroli zakupów i stanu posiadania Biblioteki. Awantura zakończyła się pismem ostrzegawczym z Wydziału Kultury PWRN i pobytem w szpitalu.
W 1958 r. Piwowarczyk ukończył roczny kurs dla pracowników bibliotek publicznych organizowany przez Państwowy Ośrodek Kształcenia Korespondencyjnego Bibliotekarzy. Próbował też na UMCS-ie w Lublinie kontynuować studia magisterskie, jednak ich nie ukończył. W roku szkolnym 1961/62 i 1970/71 pracował jako nauczyciel historii i bibliotekarstwa w II Liceum Ogólnokształcącym w Chełmie.
W latach 80. pracował też w Biurze Badań i Dokumentacji Zabytków w Chełmie.
Od pierwszych lat pobytu w Chełmie angażował się w działalność społeczną. W roku 1956 został członkiem Grupy Literackiej „Pryzmaty”, a 1959 był jednym z założycieli Stowarzyszenia Miłośników Ziemi Chełmskiej. Jako czynny prelegent Towarzystwa Wiedzy Powszechnej popularyzował chełmską tematykę regionalną.

## Publikacje
Andrzej Piwowarczyk opublikował ok. 250 artykułów prasowych i innych (w tym książkowych) prac. Jego artykuły ukazywały się w „Wiadomościach Chełmskich”, „Ziemi Chełmskiej”, „Kamenie”, „Super Tygodniu Chełmskim”, „Nowym Tygodniu Chełmskim”, „Sztandarze Ludu”, „Bibliotekarzu Lubelskim”.
W swojej działalności pisarskiej poruszał takie tematy jak: dzieje prasy chełmskiej (także żydowskiej i ukraińskiej), historia chełmskiego kina, problemy współczesnego bibliotekarstwa. Znał kilka języków obcych: francuski, rosyjski, niemiecki, a także włoski i hiszpański. Nie wiemy jednak, w jakim stopniu te języki opanował. Przetłumaczył (z języka angielskiego) Isaaca B. Singera „Głupcy z Chełma i ich dzieje” („Rocznik Lubelski” 1999, s. 399–416).
Jest autorem książek, m.in.:
- Miejska Biblioteka Publiczna w Chełmie 1906–1961 (1961)
- Stanisław Skibiński (1919–1980): bibliografia publikacji regionalisty (1985)
- Chełm na starej pocztówce (1986)
- Chełmskie na starej pocztówce (1988), 156 s.[6]

## Medale i odznaczenia
Odznaka Tysiąclecia Państwa Polskiego (1964), Srebrny Krzyż Zasługi (1972), Złota Odznaka Honorowa Stowarzyszenia Bibliotekarzy Polskich, odznaka „Zasłużony Działacz Kultury” (1972), medal „Zasłużony dla Miasta Chełma” (1986), Krzyż Kawalerski Orderu Odrodzenia Polski (1989) oraz inne nagrody i wyróżnienia

## Opracowania
- Zbigniew Waldemar Okoń: Portret Andrzeja Piwowarczyka. Chełm 1983 (broszurka).

- Zbigniew Lubaszewski: Andrzej Piwowarczyk (1930–2006), [w:] Egeria 2007, nr 1 (9), rozmowa telefoniczna z córką A. Piwowarczyka – Joanną.